# Hefnerljus

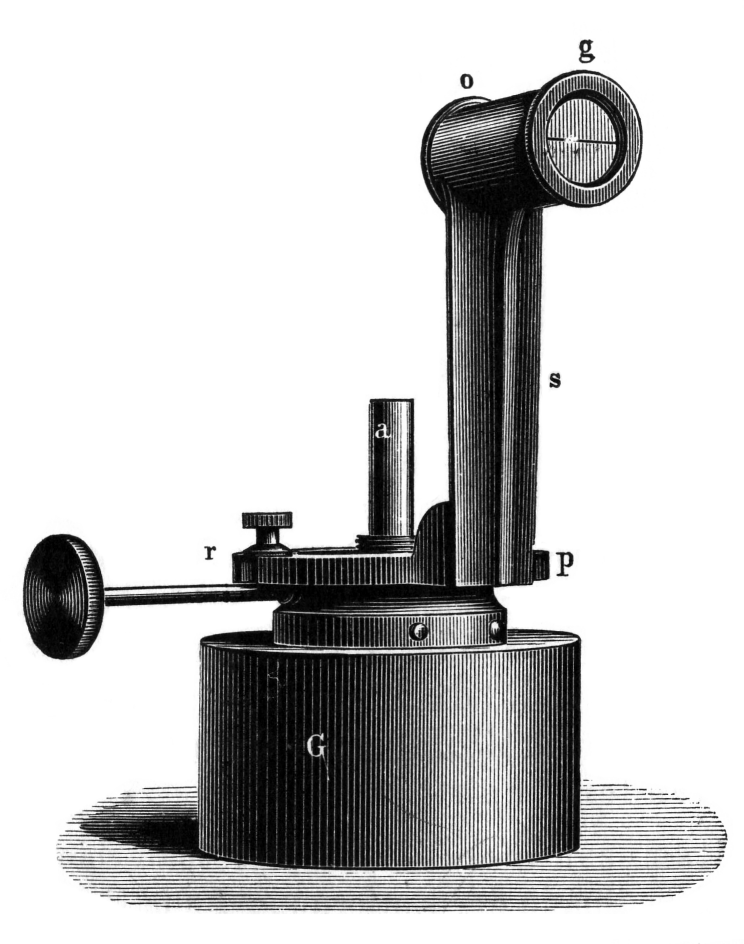
Hefnerlampa

Hefnerljus, Hefner-Alteneckenhet eller normalljus, förkortat HK (tyska Hefnerkerze), är en måttenhet för ljusstyrka. 
Hefnerljus var den första praktiskt användbara ljusenheten och introducerades av den tyske elektroteknikern Friedrich von Hefner-Alteneck 1883 i samband med hans konstruktion hefnerlampan. Normallampans konstruktion består av en brinnande veke (med diameter 8 mm) som justeras så att dess låga (utan lampglas) har höjden 40 mm. Ljusstyrkan hos denna låga mäts i horisontell led och utgör lysenheten för 1 hefnerljus. 
Numera används candela som standardiserad ljusenhet.  En ljusenhet i hefnerljus definieras som den horisontella ljusstyrkan hos ljuset i en hefnerlampa. 1 HK motsvarar cirka 0,903 candela.